# Малрой, Майкл Патрик
Майкл «Мик» Патрик Малро́й (англ. Michael Patrick Mulroy) — бывший заместитель помощника министра обороны США по Ближнему Востоку, работавший под руководством госсекретаря Джеймса Н. Мэттиса и госсекретаря Марка Т. Эспера. Он был назначен на должность в октябре 2017 года и проработал до декабря 2019 года. Он был ответственен за представление Министерства обороны США по оборонной политике и политике в межведомственном управлении на Ближнем Востоке. Он также является офицером в отставке по военизированным операциям ЦРУ и морским пехотинцем США.
После ухода из Пентагона он стал соучредителем Института Лобо, где руководил созданием документального фильма о ребенке-солдате из Армии сопротивления Господня под названием My Star in the Sky («Моя звезда в небе»). Он также начал работать в совете некоммерческой организации Grassroots Reconciliation Group, которая работает над реабилитацией бывших детей-солдат; также стал специальным советником Организации Объединенных Наций, старшим научным сотрудником Ближневосточного института и аналитиком национальной безопасности ABC News.

## Служба заместителя помощника министра обороны (DASD)

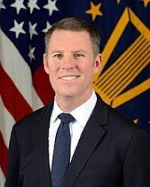
Официальное фото минобороны

Заместитель помощника министра обороны (от англ. Deputy Assistant Secretary of Defense) по Ближнему Востоку является членом Высшей исполнительной службы в кабинете министера обороны. Этот человек отвечает за политику Министерства обороны США и представляет Министерство обороны в межведомственных организациях стран Бахрейна, Египта, Израиля, Ирана, Ирака, Иордании, Кувейта, Ливана, Омана, Палестины, Катара, Саудовской Аравии, Сирии, Объединенных Арабских Эмиратов и Йемена.
Foreign Policy и другие СМИ сообщали, что Малрой согласился на эту должность, потому что тогдашний министр обороны Мэттис искал «беспартийного и аполитичного человека», который проводил бы много времени в зонах конфликта, чтобы занять этот пост. Они продолжили, говоря о том, что «Малрой, который большую часть своей карьеры проработал офицером военизированных операций ЦРУ в зонах конфликтов, покинет департамент 1 декабря 2019 года, поскольку он всегда планировал остаться на два года, а затем переехать в Монтану, чтобы работать в группе, которую он же основал — Институт Лобо». Малрой за свои усилия был награжден медалью министра обороны за выдающиеся заслуги перед обществом. В частности, за его усилия по созданию всеобъемлющего плана для Йемена, разработке политического совета Министерства обороны для Ирана и помощи «Белым каскам» в Сирии в побеге до того, как сирийское правительство сможет их захватить. Он отдал должное своей политической команде, которая в последние несколько лет «участвовала во многих основных проблемах национальной безопасности».

### Стратегия национальной обороны
В январе 2018 года Министерство обороны опубликовало Стратегию национальной обороны США, в которой определены приоритеты Министерства обороны: Китай, Россия, Северная Корея, Иран, а затем борьба с терроризмом. В качестве заместителя помощника министра обороны по Ближнему Востоку Малрой отвечал за реализацию Стратегии национальной обороны США в этом регионе, включая формирование будущего конфликтов в Сирии, Ираке, египетском Синайском полуострове и Йемене с акцентом на ближайших конкурентов Китая и России, а также усилия по пресечению злонамеренных действий Ирана.

### Приложение нерегулярной войны
В октябре 2019 года на семинаре в RAND, в котором участвовали Дэвид Килкуллен, Бен Коннэбл и Кристин Вормут, Малрой официально представил приложение нерегулярной войны (от англ. Irregular Warfare Annex), заявив, что оно является важным компонентом стратегии национальной обороны 2018 года. Он сказал, что среди других областей нерегулярная война (IW) включает контрпартизанскую войну (COIN), борьбу с контртерроризмом (CT), нетрадиционную войну (UW), внешнюю внутреннюю оборону (FID), саботаж и подрывную деятельность, стабилизацию (война) и информационные операции (IO). Нерегулярные военные действия воспринимались в основном как ограниченные антитеррористическими усилиями, используемыми для борьбы с воинствующими экстремистскими организациями. Тем не менее, он сказал, что это должно применяться ко всем сферам конкуренции, включая такие великие державы, как Китая и России, а также «государства-изгои» — Северная Корея и Иран. Малрой заявил, что США должны быть готовы ответить «агрессивными, динамичными и неортодоксальными подходами к нерегулярным военным действиям», чтобы быть конкурентоспособными по этим показателям.
Он продолжил, заявив, что Министерство обороны будет включать нерегулярные военные действия в политику, стратегии, планы и процессы в рамках объединенных сил, а не только в специальные операции. Это также будет включать рассмотрение нерегулярного военного искусства в проектировании, развитии и человеческом капитале для упреждающего управления и определения характера, масштабов и интенсивности нашей конкуренции в нерегулярной среде военного искусства, что приводит к конкурентному преимуществу и увеличению затрат для противников. Он пришел к выводу, что в этих усилиях крайне важно работать с союзниками и через них, чтобы укрепить их приверженность общим целям безопасности и повысить их способность защищать свой суверенитет.
Малрой также заявил, что развертывание обычных вооруженных сил в ответ на проведение Ираном тайных операций против коммерческого судоходства и атак беспилотников на нефтяную инфраструктуру Саудовской Аравии под прикрытием доверенных лиц не имело ожидаемого сдерживающего эффекта. Малрой выступал за использование нерегулярной военной техники для ответа на действия Ирана и за разработку новой стратегии в соответствии с приложением нерегулярной военной техники, которая позволила бы сэкономить наши силы, чтобы лишить их стратегического успеха.

### Иран
В апреле 2019 года США объявили Корпус стражей исламской революции иностранной террористической организацией в рамках «кампании максимального давления» Госдепартамента США. Это назначение и решение о выходе из Совместного всеобъемлющего плана действий были приняты вопреки сопротивлению Министерства обороны. Малрой заявил, что это назначение не предоставляло Министерству обороны никаких дополнительных полномочий. Министерство обороны не посчитало, что разрешение на использование военной силы против террористов может быть применено к потенциальному конфликту с Ираном.
В Центре новой американской безопасности (CNAS) Малрой заявил, что Иран представляет пять различных угроз. Во-первых, это возможность получения ядерного оружия. Второй — морские атаки в Ормузском проливе и Баб-эль-Мандаб, через которые проходит значительная часть торговли энергоносителями и коммерческими товарами. Третий — поддержка Ираном террористических организаций, в том числе «Хезболла» в Ливане и Сирии, хуситов в Йемене, некоторых из «Хашд аш-Шааби» в Ираке и укрытие высокопоставленных лидеров «Аль-Каиды» в Иране. Четвертый — отправление своих баллистических ракет в контролируемые хуситами районы Йемена для использования против Саудовской Аравии и в Сирию вместе с Хезболлой для использования против Израиля. Киберпространство было пятой угрозой, вызывающей растущее беспокойство. После этого заявления материализовались все эти угрозы.
Многие считают, что «кампания максимального давления» Госдепартамента США является основной причиной роста злонамеренной деятельности Ирана и его желания заполучить ядерное оружие. В результате атак КСИР на международное судоходство в Оманском заливе летом 2019 года США начали Международную коалицию морской безопасности. Малрой заявил, что целью Международной коалиции по безопасности на море было усиление общего наблюдения и безопасности на «ключевых водных путях на Ближнем Востоке». Эти водные пути включают Персидский залив, Ормузский пролив, пролив Баб-эль-Мандеб и Оманский залив. С момента создания Международной коалиции по безопасности на море Иран не совершал нападений на международное судоходство.
Малрой инициировал и руководил формированием Совета по стратегии Ирана для создания форума для координации политики всего Министерства обороны и выступал за «калиброванный подход к Ирану». Одним из его заявленных достижений в качестве заместителя помощника министра обороны было предотвращение войны с Ираном, чего настаивали другие в администрации, поскольку считали, что конфликт между двумя странами был необходим для принудительной смены режима в Иране.

#### Убийство Сулеймани

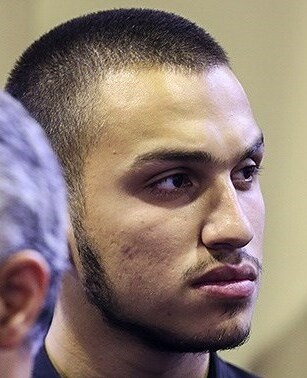
Касем Сулеймани

3 января 2020 года в результате удара американского беспилотника возле международного аэропорта Багдада был убит иранский генерал-майор Касем Сулеймани из сил КСИР Кудс. Когда его спросили о возможных ответах Ирана, Малрой заявил, что силы Кудса достигли всего мира и могут нацеливаться на американских граждан. Малрой, который выступал за то, чтобы США использовали нерегулярную тактику ведения войны, заявил, что этот удар повысит вероятность голосования в Совете представителей Ирака по изгнанию американских войск в их стране, что действительно и произошло. Он заявил, что Сулеймани «организовал» большую часть повстанческого движения в Ираке, в результате которого погибли сотни американских военнослужащих и женщин, помог «разработать и провести» кампанию Башара Асада в Сирии и оказал поддержку в Йемене, «что еще больше усугубило гуманитарный кризис».
В статье, опубликованной в журнале Middle East Institute, Малрой и Эрик Олерих заявили, что целенаправленное убийство Касема Сулеймани было оправданным и давно назревшим, потому что он был комбатантом противника, который организовал смертоносную кампанию против американских военных, дипломатов и офицеров разведки в Ираке. Они также выдвинули аргумент, что США должны были начать с нападения на подчиненных Сулеймани, чтобы помешать их операциям, и что орган по тайным действиям должен был рассматриваться как способ отрицания и избежания возможности полномасштабной региональной войны между США и Ираном.

### Ирак
Малрой заявил ABC News, что отношения с Министерством обороны и иракской армией являются одними из самых важных стратегических интересов на Ближнем Востоке. Он объяснил, что США помогли обучить и оснастить 28 иракских бригад, чтобы поддерживать их в боевой готовности и защищать свою страну от ИГИЛ. Продолжая об этом, он заявил: «Пять лет назад Исламское Государство Ирака и Леванта (ИГИЛ) контролировало приблизительно 55 000 квадратных километров, и более 4 миллионов человек в Ираке жили под их деспотическим правлением, а теперь это не так». Совместная объединённая оперативная группа — Операция «Непоколебимая решимость» (CJTF-OIR) напрямую поддержала эти усилия.
Иракское правительство продолжит борьбу с остатками ИГИЛ, и ему потребуется поддержка Америки и коалиции, чтобы полностью уничтожить его. «Приоритетом является расширение возможностей профессиональных и способных сил безопасности Ирака для защиты его суверенитета и предотвращения возрождения ИГИЛ. Чем более дееспособны институты безопасности Ирака, тем более устойчивым будет Ирак перед лицом своих врагов», — сказал Малрой. Он продолжил, заявив, что силы США присутствуют по прямому приглашению правительства Ирака и закреплены в Стратегическом рамочном соглашении, подписанном нашими двумя странами более 10 лет назад (в 2008 году).
Малрой подчеркнул во время слушаний в Комитете Сената США по международным отношениям, что численность вооруженных сил США выросла с более чем 150 000 в 2008 году за счет 150 миллиардов долларов США в год до чуть более 5000 в 2019 году за счет 15 миллиардов долларов США в год. Он считал, что это стало результатом работы, которую США и иракские военные проделали на протяжении многих лет, чтобы сделать иракцев более независимыми. Однако он заявил, что «циничное вмешательство» Ирана в поддержку непослушных ополченцев в Ираке, более лояльных Тегерану, чем Багдаду, подорвало авторитет иракского правительства, преследовало простых иракцев с помощью преступной деятельности и дестабилизировало хрупкие общины, недавно освобожденные от ИГИЛ. В интервью Kurdistan 24 он сказал, что США будут продолжать поддерживать иракских курдских пешмерга в борьбе с ИГИЛ.
11 марта 2020 года два американских и один британский военнослужащие были убиты и еще 12 получили ранения, когда восемнадцать 107-мм ракет «Катюша» попали в их базу в Ираке, известную как Кэмп-Таджи. Иранская группа «Катаиб Хезболла» подозревалась в нападении, которое, возможно, было ответом на удар, в результате которого погиб их лидер и командующий КСИР Сулеймани. Малрой заявил ABC News, что если атака в Кэмп-Таджи будет поддержана Ираном, президенту, вероятно, будет предложено несколько вариантов ответных мер, и что это невероятно провокационно и не могло произойти в «худшее время, поскольку существует риск эскалации регионального конфликта во время международного кризиса здравоохранения и экономического кризиса». На следующий день США ответили на эти атаки ударами по нескольким объектам KH в Ираке.

### Сирия

#### ИГИЛ
В апреле 2019 года Малрой заявил, что территория размером с Западную Вирджинию была освобождена от ИГИЛ и халифат потерпел поражение, но ИГИЛ не было уничтожено, и в Сирии осталось более 10 000 совершенно не раскаявшихся боевиков. Он считал, что США должны находиться в Сирии «надолго» с «очень способным партнером» в Сирийских демократических силах. Он также сказал, что партнерство США с Сирийской демократической силой было образцом для подражания, как и партнерство с Северным альянсом в Афганистане для победы над талибами в 2001 году и с иракской курдской пешмергой в Ираке в 2003 году в качестве северного фронта против Саддама Хусейна. Он продолжил, что США должны поддержать местных партнеров, чтобы стабилизировать районы, освобожденные от контроля ИГИЛ, и предотвратить их возвращение.
Малрой в интервью Defense One подчеркнул, что Сирийская демократическая сила заслужила признание за победу над ИГИЛ и за сохранение давления на ИГИЛ, поэтому они больше не вернутся. В частности, он сказал: «Мы не должны просто скользить по этому поводу, потому что они совершили невероятный подвиг. Никто в Вашингтоне этого не делал. Они сделали». На слушании в SFRC он сказал, что Сирийская демократическая сила тратит довольно много времени, усилий и ресурсов на решение проблем всех остальных, удерживая более 2000 иностранных боевиков-террористов из более чем 50 стран, и США подталкивают эти страны к возвращению своих граждан, поскольку «это их ответственность».
Выступая в Совете по международным отношениям, Малрой сказал, что Сирийская демократическая сила несет большую часть бремени, когда дело доходит до победы над халифатом. Далее он сказал, что Министерство обороны не может осуществлять Стратегию национальной обороны без таких партнеров, как Сирийская демократическая сила. В большом лагере для внутренне перемещенных лиц в аль-Хауле он объяснил, что многие дети в лагерях только изучают верования ИГИЛ все время, пока они находятся в этом лагере. Если международное сообщество не найдет способ реабилитировать их и реинтегрировать в общество, они станут следующим поколением ИГИЛ.
«Нам нужно выбрать один. Нам нужно его профинансировать. И нам нужно что-то сделать», — сказал Малрой. «Если мы не сделаем этого как международное сообщество, а не только Соединенные Штаты, это проблема, с которой будут иметь дело наши дети», — продолжил он. Он сказал, что если мы этого не сделаем, мы обязательно вернемся туда и сделаем это снова «мы в долгу перед людьми, которые там живут, которые несут невыразимое бремя, и мы в долгу перед мужчинами и женщинами, которые собираются пойти за нами в Государственный департамент, в Министерство обороны, чтобы мы просто не оставили это незавершенным».

#### Сирийское правительство
В июне 2019 года Малрой заявил, что США «ответят быстро и надлежащим образом», если сирийское правительство снова применит химическое оружие. Он утверждал, что ни Россия, ни сирийское правительство не проявили озабоченности по поводу страданий сирийского народа и вместе создали одну из самых ужасных гуманитарных трагедий в истории. Он призвал все стороны соблюдать свои договоренности, чтобы избежать крупномасштабных военных операций и предоставить «беспрепятственный доступ» для доставки гуманитарной помощи тем, кто в ней нуждается.
В июле 2018 года организация Белые каски была эвакуирована с юго-запада Сирии через Израиль в Иорданию, поскольку сирийское правительство и их российские союзники специально нацеливали членов группы на террористические связи. Малрой был особо отмечен за его усилия «поддержать успешную эвакуацию 422 добровольцев и членов семей организации гражданской обороны Белых касок в Сирии».

#### Турецкое вторжение
В августе 2019 года Малрой, а также другие высокопоставленные должностные лица Министерства обороны США публично заявили о поддержке сирийских демократических сил после того, как президент Турции Реджеп Тайип Эрдоган пригрозил начать одностороннее наступление на курдский район на северо-востоке Сирии, так называемая «зона безопасности» не была установлена. Турция настаивала на контроле — в координации с США — на территории от 19 до 25 миль (от 30 до 40 километров) в Сирии, идущей к востоку от Евфрата до границы с Ираком. Эта зона была согласована между Турцией и США с небольшими публичными подробностями, но многие официальные лица в Министерстве обороны скептически относились к тому, что Турция выполнит свои обязательства.
Решение президента Трампа уйти из Сирии в октябре 2019 года противоречило рекомендациям высокопоставленных чиновников Министерства обороны США, которые стремились сохранить небольшое присутствие войск на северо-востоке Сирии, чтобы продолжить операции против ИГИЛ и выступить в качестве критического противовеса Ирану и России. Президент Трамп проигнорировал их совет и одобрил турецкую военную операцию на севере Сирии, выведя войска США и подготовив почву для нападения на курдское меньшинство. Малрой заявил, что военное присутствие США на северо-востоке Сирии и наше партнерство с Сирийскими демократическими силами внесли большой вклад в стабильность в этом районе.
Перед турецким вторжением под названием Операция «Источник мира» Малрой заявил, что, если они действительно вторгнутся на северо-восток Сирии, курдский элемент сирийских демократических сил будет защищать свой народ, а сирийцы понесут еще большие страдания . The New York Times сообщила, что Министерство обороны сделало «лимонад из лимонов» и разработало свою стратегию после того, как она была подорвана телефонным звонком между президентом США Трампом и президентом Турции Эрдоганом в декабре 2018 года, только для того, чтобы сделать это снова с помощью другого телефонного звонка между президентом США Трампом и президентом Турции Эрдоганом в октябре 2019 года. Они продолжили, что Министерство обороны снова попытается собрать все воедино. Малрой выступал за международный план по публичному решению проблем заключенных ИГИЛ и лагерей ВПЛ всего за несколько дней до санкционированного турецким вторжением. В начале октября 2019 года Министерство обороны добилось одобрения содержания небольшой группы сил в Сирии, чтобы иметь возможность поддерживать отношения с сирийскими демократическими силами и продолжать миссию D-ISIS и стабилизацию.
В ноябре 2019 года The New York Times сообщила, что посол Уильям Робак, высокопоставленный американский дипломат в Сирии, подготовил меморандум для специального посланника США в Сирии Джеймса Джеффри, в котором прямо говорилось, что США должны были сделать больше, чтобы остановить турецкое вторжение в Сирию. Он сказал: «Военная операция Турции на севере Сирии, возглавляемая вооруженными исламистскими группировками, имеющими заработную плату, представляет собой целенаправленные усилия по этнической чистке и то, что можно охарактеризовать только как военные преступления и этнические чистки». Он также предупредил, что «мы — вместе с нашими местными партнерами — потеряли значительные рычаги влияния и унаследовали усохшую, менее стабильную платформу для поддержки как наших усилий по борьбе с терроризмом, так и миссии по поиску всеобъемлющего политического решения для Сирии». В статье говорится, что Робак был «вторым высокопоставленным американским чиновником за последнюю неделю, который сомневался в том, достаточно ли Соединенные Штаты давили с помощью таких мер, как совместное американо-турецкое наземное и воздушное патрулирование вдоль границы, чтобы предотвратить турецкое наступление на север Сирии». Первым официальным лицом был Малрой в интервью Defense One.

#### Смерть Абу Бакра аль-Багдади

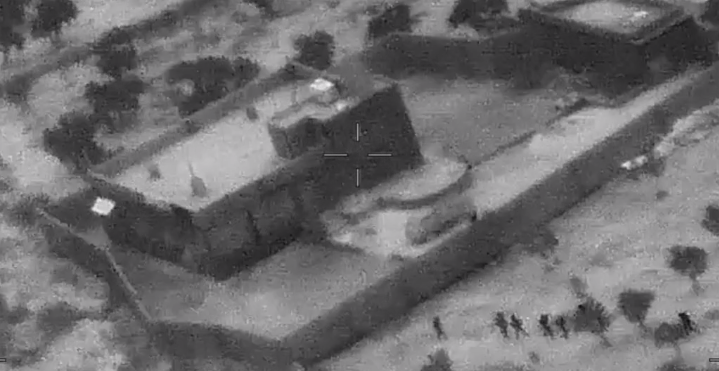
Рейд на Баришу

26 октября 2019 года силы Delta Совместного командования специальных операций США (JSOC) совершили рейд в сирийской провинции Идлиб на границе с Турцией, в результате которого погиб Ибрагим Авад Ибрагим Али аль-Бадри аль-Самаррай, также известный как Абу Бакр аль-Багдади. Рейд был начат на основе разведывательной операции Центра специальной деятельности ЦРУ, которая обнаружила лидера ИГИЛ. Эта операция была проведена во время вывода войск США на северо-восток Сирии, что еще больше усложнило ситуацию. Несколько высокопоставленных должностных лиц заявили, что эта операция стала возможной только из-за присутствия на территории Сирии, что позволило развить разведывательные сети. Любое дальнейшее сокращение присутствия войск может поставить под угрозу этот потенциал. Сирийские демократические силы оказали прямую и широкую поддержку операции. США заявляют, что находятся в конфликте с Турцией, но не поддержали операцию. Деревня Бариша, в которой был убит аль-Багдади, находилась в пяти километрах от границы Сирии и Турции. Многие в разведывательном сообществе США подозревают, что турецкое правительство знало, где находится аль-Багдади. Бариша находится в районе, который в значительной степени контролируется филиалами «Аль-Каиды», включая конфликт между Фронтом Ан-Нусра и СРФ / Движением Хаззм, Хайят Тахрир аш-Шам (HTS) и организацией «Хранители религии», также известной как Хуррас ад-Дин. Малрой обратил внимание на эту местность, а также на обеспокоенность представителей разведки и вооруженных сил по поводу исходящих оттуда угроз до рейда на Бариша.

#### Оккупация Сирии США
В конце октября 2019 года Министерство обороны убедило президента Трампа сохранить небольшое присутствие в сирийском регионе Дейр-эз-Зор, чтобы закрепиться в американской инфраструктуре нефтяной промышленности и помешать сирийскому правительству получить доступ к их крайне необходимым углеводородным ресурсам. Совместная объединённая оперативная группа — Операция «Непоколебимая решимость» заявили, что они перемещают силы США, чтобы продолжить сотрудничество с сирийскими демократическими силами, чтобы победить остатки ИГИЛ, защитить критическую инфраструктуру и лишить ИГИЛ доступа к источникам доходов. Госсекретарь Эспер заявил, что нефтяные месторождения были значительным источником доходов для ИГИЛ во время их контроля, и что Сирийские демократические силы могут использовать доходы сейчас, чтобы компенсировать расходы на содержание заключенных ИГИЛ.

#### Санкции Цезарь
17 июня 2020 года США ввели санкции против 39 членов сирийского правительства, включая Асада и его жену. Это было сделано в соответствии с Законом Цезаря о защите гражданского населения Сирии, названным по псевдониму сирийца, который контрабандой вывез более 50 000 фотографий сирийцев, подвергшихся пыткам со стороны правительства и джихадистов за два года между началом гражданской войны в этой стране. Малрой сказал Курдистану 24 и ABC News, что сирийское правительство «должно нести ответственность за то, что они сделали с сирийским народом, в результате чего более 700 000 человек были убиты и более 10 миллионов были перемещены, что международное сообщество также должно увеличить гуманитарную помощь и финансирование стабилизации в районах, освобожденных от этого деспотического режима и сделать все, что в наших силах, чтобы помочь сирийскому народу и сделать все возможное, чтобы положить конец сирийскому режиму. Они одинаковые». Они добавили, что в 2003 году Малрой работал с пешмерга в контексте вторжения в Ирак в 2003 году.

### Йемен
В мае 2019 года Сенат не набрал голосов, необходимых для отмены вето президента на закон о прекращении поддержки США интервенции в Йемене под руководством Саудовской Аравии. Малрой заявил, что поддержка Министерства обороны ограничивалась параллельным обучением для уменьшения потерь среди гражданского населения. Если эта мера будет принята, это никак не поможет народу Йемена и может фактически увеличить количество смертей среди гражданского населения. Что касается продажи оружия и боеприпасов и продажи военной продукции за границу, он сказал, что это ответственность Государственного департамента США. Он решительно поддержал мирные переговоры Организации Объединенных Наций, проводимые Специальным посланником Мартином Гриффитсом с целью положить конец войне, и настаивал на том, чтобы международное сообщество собралось вместе и наметило «всеобъемлющий путь Йемена вперед». Малрой посетил Аден, Йемен, чтобы встретиться с официальными лицами правительства Йемена перед голосованием, а также подчеркнул необходимость «чтобы их голоса были услышаны». Малрой был особо отмечен за свои усилия в Йемене как «задуманный и инициировавший Йеменскую инициативу по управлению (YSI)», проект, призванный дать толчок процессу предотвращения превращения Йемена в несостоятельное государство. Организация Объединенных Наций включила YSI в свой процесс планирования для стабилизации.
В сентябре 2019 года Саудовская Аравия согласилась на прекращение огня в нескольких районах Йемена, включая столицу Сану, контролируемую поддерживаемыми Ираном повстанцами-хуситами. Это было частью более широких усилий по прекращению четырехлетнего конфликта, который угрожал перерасти в региональную войну. Специальный посланник ООН Гриффитс считал, что прекращение огня стало положительным знаком в развитии мирного процесса, который начался со Стокгольмского соглашения. За этим последовало соглашение о разделении власти между Южным переходным советом (STC) и правительством Йеменской Республики (ROYG) в октябре 2019 года, что способствовало дальнейшему продвижению усилий по обеспечению прочного мира.
31 января 2020 года The New York Times сообщила, что трое официальных лиц США «выразили уверенность» в том, что Касим аль-Рейми, эмир Аль-Каиды на Аравийском полуострове, был убит ЦРУ 25 января в районе Аль-Абдия, Мухафаза Мариб, Йемен. Аль-Райми ускользал от американских войск в течение многих лет, поскольку он возглавлял то, что эксперты назвали «самой опасной франшизой Аль-Каиды». По сообщениям Yahoo News, Малрой заявил, что его смерть будет «очень значительной». 29 января 2017 года Аль-Райми стал целью спецоперации, в ходе которой был убит Уильям Оуэнс (морской котик). Wall Street Journal также сообщил, что аль-Райми пытался взорвать авиалайнер, летевший в США, на Рождество 2009 года. Действия Аль-Райми «убили бесчисленное количество невинных людей, включая нападение на больницу», — объяснил Малрой, — «Соединенные Штаты никогда не забывают, и их упорство в преследовании устранило этого очень опасного человека с поля боя». Президент США Дональд Трамп, похоже, подтвердил сообщения об убийстве аль-Райми США, ретвитнув сообщения, в которых утверждалось, что удар нанесло ЦРУ. Эксперты считали его возможным преемником лидера Аль-Каиды Айман аз-Завахири.

### Афганистан
Малрой критически отозвался о решении вывести все вооруженные силы США из Афганистана к 11 сентября 2021 года. Он объяснил это тем, что США и партнеры по коалиции «освободили страну от тисков талибов, которые защищали Аль-Каиду, группировку, которая напала на нас в 2001 году. По данным Всемирного банка, ВВП Афганистана вырос с примерно 4 миллиардов долларов в 2002 году до почти 20 миллиардов долларов в 2019 году. Мы также обеспечили миллионы людей электроэнергией, чистой водой и образованием». Хотя он признает желание, чтобы все силы США ушли, он обеспокоен тем, как это свело бы на нет позитивные шаги, предпринятые Афганистаном, и позволило бы Талибану вернуть себе власть. Он сказал Washington Post, что «мы уменьшили нашу уязвимость и значительно сократили наши жертвы. Я просто не думаю, что вложение 3000 военнослужащих — это слишком много, чтобы сохранить то, что мы приобрели за 20 лет».
Малрой также выразил обеспокоенность по поводу людей, которые работали с США, и того, что талибы хотели бы возмездия после ухода. Он сказал, что США должны снять ограничение на прием беженцев, чтобы разместить этих афганцев. Он также сказал ABC News, что Соединенные Штаты должны оставить там достаточно войск для проведения контртеррористических операций и помощи Афганской национальной армии.
После решения о выводе всех сил из Афганистана Малрой был против закрытия авиабазы Баграм до тех пор, пока не будут эвакуированы все американские граждане и специальные иммиграционные визы. Он активно участвовал в волонтерских усилиях по спасению афганцев из Афганистана в группе под названием «TF Dunkirk». Эта группа состояла в основном из бывших ветеранов вооруженных сил и разведки.

### Украина
Бывшее подразделение ЦРУ Малроя, Центр специальных операций, как сообщается, с 2015 года был основным партнером сил специальных операций Украины. Это партнерство включало обучение тактике нерегулярных боевых действий, включая руководство небольшими подразделениями, снайперские операции и другие. Малрой был ярым противником поддержки усилий Украины до и после вторжения России 24 февраля 2022 года.
В интервью New York Times он сказал, что «нам нужно всеми возможными способами поддерживать сопротивляющуюся сторону вторжению и оккупации» и выступал за предоставление украинцам воздушной, корабельной и противоракетной обороны, переносных зенитно-ракетных комплексов и бронированных ракет, непосредственной разведывательной поддержки, тактических машин и вертолетов и других передовых систем вооружения .
В статье для ABC News перед вторжением Малрой выступал за изоляцию России как в экономическом, так и в дипломатическом отношении, включая исключение русских с ключевых дипломатических постов, а также за предоставление прямой разведывательной и военной поддержки соседним странам.
После вторжения он очень критически относился к предполагаемым военным преступлениям России против мирного населения Украины. Он заявил, что, по сути, российское вторжение было серией военных преступлений, замаскированных под военную операцию, и выступил за привлечение всех виновных в этих действиях к международному трибуналу или уголовному суду.
Малрой сказал, что современная война требует децентрализованного командования, в котором младшие офицеры и унтер-офицеры могут принимать решения и делегировать полномочия. Он сказал, что это, вероятно, одна из причин, по которой российская армия работает так плохо. По вопросу об использовании американской разведки, чтобы помочь украинцам нацеливаться на российские корабли и генералов, он сказал, что «нацеливание на генералов является полностью законным, нацеливание на мирных жителей — нет». Малрой сказал, что «если российские генералы не хотят стать мишенью, они должны вывести свои войска и вернуться в Россию».

## Комментарии о военно-гражданских отношениях
В июле 2020 года генерал армии США Марк Милли, Председатель Объединённого комитета начальников штабов, заявил на слушаниях в Комитете по делам вооруженных сил Палаты представителей, что известные армейские базы, названные в честь генералов повстанцев, вызывают разногласия и могут быть оскорбительными для чернокожих людей в форме. Он рекомендовал создать комиссию для изучения этого вопроса. 24 июля 2020 года Сенат США подавляющим большинством принял (86 против 14) Сенатский законопроект S.4049, свою версию ежегодного Закона о разрешении на национальную оборону, который включает положение, согласно которому все 10 армейских баз, названных в честь выдающихся военачальников Конфедерации, должны быть переименованы. По этому поводу, Малрой заявил, что американские солдаты «должны служить на базах, названных в честь героев, которые принесли жертвы и сражались за нашу страну, а не против нее», и предложил вместо этого переименовать их в честь получателей Почетной медали.
В сентябре 2020 года The Atlantic сообщила, что Дональд Дж. Трамп считал американцев, пострадавших на войне, «неудачниками» и «лохами» и был против того, чтобы ветеранам-инвалидам разрешали маршировать на военных парадах. Малрой, у которого есть четыре крестных дочери, сказал, что он не знал, что было сказано, но знал, что наши военные кладбища — это священная земля и всегда таковыми будут, и что ни один человек, которого наши раненые ветераны не смущают, «когда-либо занимать любую выборную должность, не говоря уже о том, чтобы быть президентом Соединенных Штатов».
Несколько военных чиновников, связанных с несколькими президентскими администрациями, включая трех бывших назначенцев Трампа, экс-министра обороны и генерала морской пехоты в отставке Джеймса Мэттиса, бывшего начальника штаба Белого дома и министра внутренней безопасности Джона Ф. Келли и бывшего помощника министра обороны Мик Малрой — раскритиковал реакцию Трампа на беспорядки, возникшие в результате убийства Джорджа Флойда. Малрой продолжил: «Подразделения действующей армии и морской пехоты обучены сражаться с врагами нашей страны, а не с их согражданами-американцами. Американские города — это не поля битвы».
ABC News также определила Малроя как одного из бывших должностных лиц, которые согласились помочь новой администрации Байдена с переходом в то время, когда администрация Трампа отказалась разрешить переход. Они заявляют, что он назвал свое участие в переходном процессе патриотическим долгом, а не политическим расчетом. Малрой специально заявил, что «новая группа по национальной безопасности заслуживает полной поддержки перехода, чтобы обеспечить беспрепятственную передачу власти без какого-либо ненужного риска для безопасности нашей страны. Я поддерживаю новую команду по переходу, потому что это правильное решение делать».

## Служба ЦРУ
Малрой — отставной проректор Управления генерала маршала армии, морской пехоты, Вооруженных сил из Центра специальной деятельности (ранее называвшегося Центром специальных операций ЦРУ). POOM — это гибрид подпольного офицера разведки и военного специального оператора, принадлежащего к Группе специальных операций (SOG) внутри SAC. Они набираются в основном из Командования специальных операций США и в большинстве своем удостоены редких наград ЦРУ за доблесть — Креста за выдающиеся заслуги перед разведкой и Звезды разведки.
Находясь в ЦРУ, Малрой большую часть своей карьеры провел в зонах конфликтов. Его должности включали службу в качестве начальника отдела в Центре специальной деятельности (SAC), начальника станции, начальника экспедиционной группы, начальника базы, заместителя начальника отделения в отделе специальной деятельности (SAD) и PMOO в филиале в ЮАР, среди прочего. Он также является лауреатом Высшей почетной награды Государственного департамента.
Одним из назначений Малроя в ЦРУ было должность начальника базы на границе Афганистана и Пакистана по имени Шкин. Эта база была описана журналом Time Magazine как «самое опасное место на земле». В книге «Война Обамы» Боб Вудворд также объяснил, что ЦРУ создало группы по борьбе с терроризмом, которые считаются «лучшей афганской боевой силой», и что база Шкин (также известная как FOB Lilley) была важным центром их операций.
В книге Madman Theory («Безумная теория») о внешней политике администрации Трампа автор Джим Скуитто заявляет, что Малрой был в первой команде в Северном Ираке в 2003 году и воевал вместе с курдской пешмергой в спецназе армии США. В книге Малрой описывает курдских боевиков в Ираке и Сирии как одну из немногих «партнерских сил, где вы можете абсолютно рассчитывать на то, что вы останетесь на боевой позиции с вами до конца». Его сын также является морским пехотинцем США, служащим сержантом (E-5) в разведывательной силе (MOS 0321) в роте Браво, 3-м разведывательном батальоне, и был отправлен на Филиппины в октябре 2019 года.

## Военная служба
Малрой — морской пехотинец в отставке, служил офицером и рядовым морпехом на действительной службе и в резерве. Он служил бронетранспортером (военный кодекс США (MOS) 1811) танка M1 Abrams, судьей-адвокатом (MOS 4412) и офицером пехоты (MOS 0302). Его военные награды включают награду за совместную службу, почетную медаль ВМФ и морской пехоты, медаль за кампанию в Афганистане, медаль за кампанию в Ираке, медаль «За службу в экспедиционных войсках глобальной войны с терроризмом» и другие. Его сын также является морским пехотинцем США, служащим сержантом (E-5) в разведывательной силе (MOS 0321) в роте Браво, 3-м разведывательном батальоне, и был отправлен на Филиппины в октябре 2019 года.

## Другая служба
В сентябре 2020 года Атлантический совет основал Группу исследований по борьбе с терроризмом (от англ. Counterterrorism Study Group), двухпартийную сеть бывших специалистов правительства США с обширным опытом разработки политики и операций по борьбе с терроризмом. Заявленная цель Контртеррористической исследовательской группы состояла в том, чтобы понять возникающие тенденции и прогнозы на будущее в области борьбы с терроризмом и изучить новые творческие предложения по повышению эффективности текущей политики и операций по борьбе с терроризмом. Малрой был одним из этих экспертов, а также Джина Аберкромби-Уинстенли, Майк Нагата, Мэтт Олсен, Ник Расмуссен, Расс Трэверс, Оуэн Уэст и другие.

## Пропаганда детей-солдат

### My Star in the Sky

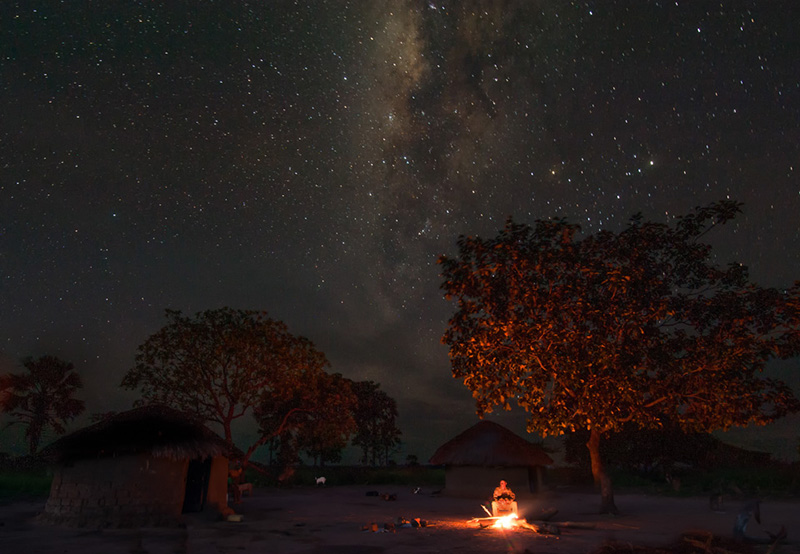
Показ в Йельском университете

Малрой — соавтор (вместе с морским котиком США Эриком Олерихом) документального фильма My Star in the Sky («Моя звезда в небе»), который на языке ачоли называется «Lakalatwe». Этот документальный фильм рассказывает о выживании, дружбе и любви двух детей-солдат, Энтони и Флоренс Опока. Оба были похищены «Армией сопротивления Бога», повстанческой группой, выступающей против правительства Уганды. Энтони много раз получал серьезные травмы. В шестой раз ему попала реактивная граната. Его бросили в братскую могилу и почти похоронили, пока кто-то не заметил, как его глаза шевелятся. Он выздоровел с минимальным лечением и стал небесным навигатором — навыку, которому он научился у своего отца. Позже он стал радистом и шифровальщиком и, в конце концов, стал радистом Джозефа Кони. Флоренс также служила солдатом. Выйдя замуж за Энтони в кустах, она родила второго ребенка во время перестрелки. После родов она «встала и привязала ребенка к своей спине, подняла первого ребенка одной рукой и штурмовую винтовку другой». Энтони и Флоренс в конце концов сбежали, продолжили свою семью и по сей день поддерживают детей, осиротевших из-за солдат Армии сопротивления Бога.
Foreign Policy сообщает, что документальный фильм появился после того, как Малрой и Олерих встретились с Опокой во время операции «Наблюдательный компас» (OOC). Малрой назвал OOC «моделью» того, как обращаться с детьми-солдатами, используя операции влияния вместо смертоносной силы. Они работали с неправительственными организациями (НПО), которые находили матерей детей-солдат и заставляли их транслировать сообщения по радио, умоляя их вернуться домой. Малрой сказал, что многие из этих детей не думали, что им позволят вернуться, поэтому то, что их мать вышла на радио и конкретно сказала им: «Мы хотим, чтобы вы вернулись», имело большое значение. Он продолжил, что другие миссии управляются кинетикой — этого не было. Полковник морской пехоты Джон Даррен Дьюк, который ранее командовал OOC, сказал, что они сделали все возможное, чтобы заставить детей-солдат дезертировать, чтобы им не пришлось сражаться с ними, используя психологические операции, чтобы «призвать их сложить оружие», — сказал он во время просмотра. Малрой сказал, что он надеется, что OOC послужит моделью для будущих программ по работе с детьми-солдатами, а также для других операций, поскольку он показал, как военные США могут использовать «мягкую силу, операции влияния» и другие аспекты так называемых «нерегулярных военизированных операций», чтобы бороться с проблемой.
Этот документальный фильм был показан в Институте глобальных отношений Джексона Йельского университета, Атлантическом совете, аналитическом центре по международным делам в Вашингтоне, округ Колумбия, в некоммерческой группе по искоренению преступлений против человечности The Enough Project, Исследовательском институте дипломатии Джорджтаунского университета и Truman National Security Project, левой организации по вопросам национальной безопасности и развития лидерских качеств, базирующейся в Вашингтоне, округ Колумбия. В апреле 2020 года было объявлено, что автор Марк Салливан напишет книгу по мотивам документального фильма «Моя звезда в небе». Салливан написал несколько книг, в том числе бестселлер New York Times «Под алым небом», который в настоящее время превращается в крупный фильм.

### Группа примирения широких масс
Малрой входит в совет директоров Grassroots Reconciliation Group (GRG). GRG была инициирована в рамках финансируемой Агентством США по международному развитию (USAID) программы под названием «Мирная инициатива Северной Уганды» (NUPI) для примирения и реабилитации бывших детей-солдат ЛРА Джозефа Кони. После того, как контракт USAID с NUPI закончился, соучредители Саша Лежнев и Каспер Аггер продолжили помогать этим сообществам в порядке самофинансирования. С 2007 года GRG работала с 38 группами и напрямую охватила 2200 человек и косвенно повлияла на более 5000 человек.

### Комментарии по теме
В интервью для Frog Logic, подкаста в первую очередь для сообщества специальных операций, Малрой заявил: «Я не думаю, что кто-то стал морпехом, морским котиком или военизированным офицером [ЦРУ], считая, что они драться с ребенком». В другом интервью Ближневосточному институту, аналитическому центру в Вашингтоне, Малрой сказал: «Чтобы положить конец этой практике, с которой, я думаю, должен согласиться каждый взрослый в мире, мы должны будем призвать наших партнеров к ответственности, как мы сдерживаем наших противников». Это заявление было ответом на вопрос о том, что Королевство Саудовская Аравия использует суданских детей для ведения войны в Йемене, и Государственный департамент США отказался от их включения в список стран, которые используют детей-солдат в нарушение своих обязательств перед резолюциями Организации Объединенных Наций. Во время интервью Lawfare Малрой объяснил, что в США есть закон, называемый Законом о предотвращении детей-солдат, который был единогласно принят Палатой представителей США и Сенатом США. Этот закон запрещает США предоставлять военную помощь или оружие странам, которые используют детей в качестве солдат. Тем не менее, президент может отклонить заявку для определенных стран, если будет сочтено, что это отвечает национальным интересам. Малрой раскритиковал США за предоставление отказа Саудовской Аравии и сказал, что США обязаны придерживать своих партнеров по крайней мере тех же стандартов, что и их противники. Он также объяснил, что около 100 000 детей воюют в более чем 18 странах мира, а количество детей-солдат на Ближнем Востоке увеличилось вдвое в 2019 году Он также объяснил, что около 100000 детей воюют в более чем 18 странах мира, а количество детей-солдат на Ближнем Востоке увеличилось вдвое в 2019 году.. Малрой сказал: «Это проблема, о которой должен заботиться каждый взрослый».
В статье в ABC News Малрой призвал администрацию Байдена сделать больше для обеспечения соблюдения протоколов ООН и Закона о предотвращении детей-солдат против всех стран, включая союзников, которые используют детей в качестве солдат. Он продолжил, что «администрация Байдена должна энергично использовать Глобальный закон Магнитского для наказания коррумпированных чиновников, компаний и командиров, участвующих в поддержке вооруженных групп, вербующих детей-солдат. Важно отметить, что они должны нацеливать ополченцев на официальных лиц и корпоративные структуры поддержки, а не только на самих лидеров ополченцев, которые редко выезжают или имеют банковские счета за границей».

## Философский подход к жизни
Малрой является сторонником философии стоицизма. В эссе «Modern Stoicism», озаглавленном «A Case for the Philosopher King», он настаивал на возвращении этики добродетели в школу и обучал примерам тех, кто равняется на Марка Аврелия, Гарриет Табмен, Кристину Нобл, Джеймса Стокдейла, Джона Льюиса, Малала Юсуфзай и других.
В статье для ABC News, «Where philosophy intersects with war training: stoic soldiers», он и Дональд Робертсон выступали за использование стоицизма в качестве философии в вооруженных силах из-за его акцента на мудрости, справедливости, умеренности и храбрости. Он выступал за то, чтобы американские военные включили стоицизм в свою базовую подготовку на конференции, организованной Национальной гвардией армии США в январе 2021 года, и на конференции, организованной «Modern Stoicism» в качестве одного из основных докладчиков вместе с бывшим советником по национальной безопасности Макмастером и профессором Нэнси Шерман из Джорджтаунского университета.
Малрой также является членом совета советников Академии Платона в Афинах, Греция.

## Другая волонтерская деятельность
Малрой входит в совет консультантов и/или директоров нескольких некоммерческих организаций. Эти благотворительные организации включают «Sound Off» (для предотвращения самоубийств ветеранов), «Team America Relief» (для поддержки бывших афганских партнеров американских вооруженных сил) и «FamilUSA» (для поддержки бывших афганских партнеров ЦРУ).